# The Hits That Shook the World
The Hits That Shook the World est un album de promotion du groupe Milli Vanilli, distribué sous sa forme originale aux États-Unis seulement.